# Raymond Arrieta
Ramón Emilio Arrieta Vázquez (San Juan, Puerto Rico, 26 de marzo de 1965), más conocido como Raymond Arrieta, es un actor, comediante, animador y filántropo puertorriqueño. Después de comenzar su carrera como comediante en varios programas locales, Arrieta ganó fama en los 90 cuando animó en una serie de exitosos shows de comedia donde mostraba sus talentos para crear personajes y hacer imitaciones. Desde el 2007, Arrieta ha servido de animador del programa de variedades Día a Día, junto a Dagmar. Arrieta también trabaja como animador de radio y actor de teatro.
Arrieta también ha ganado reconocimiento por sus obras filantrópicas. Después de que su amiga y coanimadora Dagmar fue diagnosticada con cáncer en 2008, Arrieta ha realizado una caminata anual a través de la isla para recaudar fondos. Por su compromiso con la causa, Arrieta ha recibido numerosos reconocimientos, incluyendo del Senado de Puerto Rico.